# Serie B 2018/2019
Soutěžní ročník Serie B 2018/19 byl 87. ročník druhé nejvyšší italské fotbalové ligy. Soutěž začala 24. srpna 2018 a skončila 11. května 2019. Účastnilo se jí 19 týmů z toho se 15 kvalifikovalo z minulého ročníku (kluby Calcio Avellino SSD, SSC Bari SSD a ASD Romagna Centro Cesena vyhlásili bankrot), 3 ze Serie A a 4 ze třetí ligy. Nováčci ze třetí ligy byli: AS Livorno Calcio, Calcio Padova, US Lecce a Cosenza Calcio.

## Tabulka
| Poř. | Tým                   | Z  | V  | R  | P  | VG | OG | B  |
| ---- | --------------------- | -- | -- | -- | -- | -- | -- | -- |
| 1.   | Brescia Calcio        | 36 | 18 | 13 | 5  | 69 | 42 | 67 |
| 2.   | US Lecce              | 36 | 19 | 9  | 8  | 66 | 45 | 65 |
| 3.   | Benevento Calcio      | 36 | 17 | 9  | 10 | 61 | 45 | 60 |
| 4.   | Delfino Pescara 1936  | 36 | 14 | 13 | 9  | 50 | 46 | 55 |
| 5.   | Hellas Verona FC      | 36 | 13 | 13 | 10 | 49 | 46 | 52 |
| 6.   | Spezia Calcio         | 36 | 14 | 9  | 13 | 53 | 46 | 51 |
| 7.   | AS Cittadella         | 36 | 12 | 15 | 9  | 49 | 38 | 51 |
| 8.   | AC Perugia Calcio     | 36 | 14 | 8  | 14 | 49 | 49 | 50 |
| 9.   | US Cremonese          | 36 | 12 | 13 | 11 | 37 | 33 | 49 |
| 10.  | Cosenza Calcio        | 36 | 11 | 13 | 12 | 34 | 42 | 46 |
| 11.  | US Città di Palermo 2 | 36 | 16 | 15 | 5  | 57 | 38 | 43 |
| 12.  | FC Crotone            | 36 | 11 | 10 | 15 | 40 | 42 | 43 |
| 13.  | FC Ascoli Calcio 1898 | 36 | 10 | 13 | 13 | 40 | 56 | 43 |
| 14.  | AS Livorno Calcio     | 36 | 9  | 12 | 15 | 38 | 51 | 39 |
| 15.  | Benátky FC3           | 36 | 8  | 14 | 14 | 35 | 46 | 38 |
| 16.  | US Salernitana 19193  | 36 | 10 | 8  | 18 | 41 | 57 | 38 |
| 17.  | Foggia Calcio 1       | 36 | 10 | 13 | 13 | 44 | 49 | 37 |
| 18.  | Calcio Padova         | 36 | 5  | 16 | 15 | 36 | 49 | 31 |
| 19.  | Carpi FC 1909         | 36 | 7  | 8  | 21 | 39 | 67 | 29 |

Poznámky
- Z = Odehrané zápasy; V = Vítězství; R = Remízy; P = Prohry; VG = Vstřelené góly; OG = Obdržené góly; B = Body
- 1  klub Foggia Calcio přišel během sezóny o 6 bodů.
- 2  klub US Città di Palermo přišel po sezóně o 20 bodů.
- 3  kluby Benátky FC a US Salernitana 1919 sehráli dvě utkání o setrvání ve druhé lize (1:2, 1:0).

|  | Přímý postup do Serie A 2019/20 |
|  | Play off                        |
|  | Sestup do Serie C 2019/20       |

## Play off
Boj o postupující místo do Serie A.

### Předkolo
Spezia Calcio - AS Cittadella 1:2 

Hellas Verona FC - AC Perugia Calcio 4:1

### Semifinále
AS Cittadella - Benevento Calcio 1:2 a 3:0 

Hellas Verona FC - Delfino Pescara 1936 0:0 a 1:0

### Finále
AS Cittadella - Hellas Verona FC 2:0 a 0:3
Poslední místo pro postup do Serie A 2019/20 vyhrál tým Hellas Verona FC